# Bando do Buraco na Parede
O Bando do Buraco na parede (inglês: Hole in the Wall Gang), foi uma formação de bandidos norte-americanos dos anos 1890-1910 que assaltavam bancos e trens. O Bando era chefiado por Butch Cassidy e seu amigo Sundance Kid.